# 伊藤嘉章 (能楽師)
伊藤 嘉章（いとう よしあき、1965年（昭和40年）- ）は、能楽師（シテ方観世流）で、重要無形文化財総合認定保持者である。

## 概説
歌舞伎俳優の二代目中村又蔵とクラシック・バレエ指導者の花木登久子との間に神奈川県横浜市で生まれる。自ら習い事なら能がやりたいと6歳から教室に通う。高校に進学すると、二世梅若万三郎及び三世梅若万三郎に師事。公益社団法人能楽協会会員、公益財団法人梅若研能会理事、嘉翔会主宰。

## 脚註